# Melina Kanakaredes
Melina Eleni Kanakaredes (født 23. april 1967 i Akron, Ohio) er en Emmy Award-nomineret amerikansk skuespillerinde, der mest er kendt for sine roller på U.S. prime-time-tv, hvor hun spiller Det. Stella Bonasera i CSI: NY og tidligere dr. Sydney Hansen i tv-serien Providence.

## Biografi

### Opvækst
Kanakaredes er født ind i en græsk-amerikansk familie. Hun er andengenerations amerikaner og taler flydende græsk. Hendes far er forsikringsmand og hendes mor er hjemmegående husmor. Hun har to storesøstre. Hendes to onkler på mødrene side ejer og driver en slikbutikken i Akron "Temo's Candy Company", som er blevet et anerkendt chokolademageri, og som blev etableret af Kanakaredes' grandonkel Christ Temo, der er amerikaner med både græsk og albansk herkomst. Kanakaredes' søster er praktiserende advokat i Akron.
Kanakaredes dimitterede fra Firestone High School i Akron. Hun gik kortvarigt på Ohio State University, men blev overflyttet til Point Park College i Pittsburgh, Pennsylvania. Hun dimitterede herfra i 1989 med en bachelor-grad i skuespil.

### Karriere
Kanakaredes' første store rolle var i daytime-dramaet Guiding Light, hvor hun var med til at skabe rollen som Eleni Andros Spaulding Cooper. Hun var nomineret to gange til en Emmy Award for sin rolle som Eleni. Hendes mest højprofilerede rolle var med hovedrollen som dr. Sydney Hansen i tv-serien Providence, (1999-2002) og siden i 2004 i en hovedrolle i CBS-serien CSI:NY, som detektiv Stella Bonasera. 
Blandt hendes øvrige tv-roller kan nævnes NYPD Blue, som den tilbagevendende reporter Benita Alden, Northern Exposure, Due South, Oz, The Practice, en kort medvirken i MTVs The Ben Stiller Show og en Hallmark Hall of Fame bearbejdelse af Anne Tyler-romanen Saint Maybe.

### Privat
Kanakaredes blev gift med Peter Constantinides den 6. september 1992, efter de havde mødt hinanden i Ohio i 1989. Parret har to døtre, Zoe (f. 23. maj 2000) og Karina Eleni (f. 25. januar 2003). Kanakaredes og hendes mand, en tidligere restaurantkonsulent, ejer "Tria Greek Kuzina" i Powell, Ohio.

### Priser og nomineringer
Daytime Emmy Awards
- 1994: Nomineret: "Outstanding Younger Leading Actress in a Drama Series" for: The Guiding Light
- 1995: Nomineret: "Outstanding Supporting Actress in a Drama Series" for: The Guiding Light

Soap Opera Digest Awards
- 1992: Nomineret: "Outstanding Female Newcomer: Daytime" for: The Guiding Light
- 1994: Nomineret: "Hottest Female Star" for: The Guiding Light

TV Guide Awards
- 2000: Vundet: "Favorite Actress in a Drama" for: Providence
- 2001: Nomineret: "Actress of the Year in a Drama Series" for: Providence